# Laudir de Oliveira
Laudir Soares de Oliveira (Rio de Janeiro, 6 de janeiro de 1940 – Rio de Janeiro, 17 de setembro de 2017) foi um músico de sessão e um dos mais importantes percussionistas brasileiros, sendo um dos mais atuantes no cenário internacional. Vencedor de um Grammy, em 1976, como integrante da banda Chicago, Laudir também fez parte da banda de Sérgio Mendes e participou de trabalhos com Joe Cocker, Nina Simone, The Jackson 5, Chick Corea, Carlos Santana, Moacir Santos, Airto Moreira, Flora Purim, Ithamara Koorax, Dom Um Romão e Hermeto Pascoal. Tocou também com o saxofonista e clarinetista Paulo Moura, com quem fundou o grupo de espetáculos da Velha Guarda da Imperatriz Leopoldinense. Suas últimas participações em gravações de estúdio foram no disco da Orquestra Afro-Brasileira (agosto de 2017) e no CD Boulevard, da banda Urca Bossa Jazz (setembro de 2017). Grande conhecedor de ritmos afro-brasileiros, Laudir viveu 19 anos nos Estados Unidos da América, 5 anos na Europa, e 1 ano no México. Morreu de infarto fulminante, enquanto tocava, em pleno palco, durante o show "A Paulo Moura, Com Carinho".

## Carreira
- Integrou por quatro anos a banda de Sérgio Mendes, a Brasil 77, por um acaso do destino: o percussionista da banda havia sofrido um acidente, cortou a mão com um copo na véspera de uma turnê, e Laudir então foi convocado, tendo permanecido na banda por quatro anos, até gravar com a banda Chicago, que acabou por admiti-lo como membro oficial por oito anos. Com eles, recebeu um Grammy em 1976.
- Participou das gravações do álbum de Joe Cocker, With a Little Help from my Friends; apresentou-se com o guitarrista Santana no Rock in Rio II; tocou com o saxofonista Wayne Shorter; gravou o último álbum dos [[The Jackson 5]], intitulado Destiny.
- Gravou também com o multiinstrumentista Hermeto Pascoal, o saxofonista americano Paul Winter, e na banda Som Imaginário (com Milton Nascimento, Robertinho Silva, Wagner Tiso, Luiz Alves (músico), Zé Rodrix e Tavito).
- Participou de duas turnês da cantora Nina Simone, como percussionista e vocalista; gravou também com Chick Corea, Gal Costa, Maria Bethania, Sadao Watanabe, Dom Um Romão, Jennifer Warnes e Gerry Mulligan, entre outros. Gravou cinco álbuns com Airto Moreira (I'm Fine How Are You, Touching You Touching Me, Aqui Se Puede, Samba de Flora, The Colors of Life), quatro álbuns com Flora Purim (Open Your Eyes You Can Fly, Everyday Everynight, Carry On, Live At Hollywood Bowl, além do vídeo Harvest Jazz) e sete álbuns com Ithamara Koorax (Serenade In Blue, Exclusively For My Friends, Brazilian Butterfly, Ithamara Koorax & Friends, Tributo À Stellinha Egg, All Around The World e Ithamara Koorax Sings Getz/Gilberto), entre outros.
- Compôs canções e gravou com Marcos Valle. Em parceria fizeram, entre outras, as canções Life Is What It Is, gravada pelo grupo Chicago, em seu álbum Chicago 13 (1979), A Paraíba não é Chicago (Baby Don't Stop Me), Sei lá (essas duas também em parceria com Leon Ware, parceiro de Marvin Gaye, e Peter Cetera), do álbum Vontade de Rever Você, de Marcos Valle (1981), Dentro de Você (gravada por Emílio Santiago) e Tapetes, guardanapos e cetins e Para os filhos de Abraão, do álbum Marcos Valle (1983).
- Foi também dançarino, ritmista e diretor do grupo de dança afro-brasileira Brasiliana.
- Foi também ator, artista plástico, diretor cultural da Universidade do Grande Rio e produtor musical de discos de João Nogueira e Alfredo Karam, entre outros.
- Fez a direção musical da peça Carlota Joaquina, de Nuno Leal Maia.
- Gravou a música "Do Kayambá ao Dollar", no álbum "Costa do Descobrimento" de Ari Sobral & Água de Coco.
- Gravou a faixa "Viúva Negra", ao lado de Jorge Pescara, para o álbum Rio Strut.
- As últimas gravações foram para o disco da Orquestra Afro-Brasileira, em agosto de 2017, e para o CD Boulevard, da banda Urca Bossa Jazz, em setembro de 2017.